# Município 1 Harrisburg
Localização da Carolina do Norte nos E.U.A.
O município 1 Harrisburg (em inglês: Township 1, Harrisburg) é um local localizado no  condado de Cabarrus no estado estadounidense da Carolina do Norte. No ano 2010 tinha uma população de 24.424 habitantes.

## Geografia
O município 1 Harrisburg encontra-se localizado nas coordenadas 35° 18′ 48,51″ N, 80° 37′ 35,24″ O.